# Kermis der onsterfelijken
Kermis der onsterfelijken is een Frans stripboek uit 1980 van Enki Bilal. Het is het eerste deel uit de Nikopol-trilogie, waarvoor Bilal in 1987 de Grand Prix de la ville d'Angoulême ontving op het Internationaal Stripfestival van Angoulême. In 2004 regisseerde Bilal de film Immortel, ad vitam, gebaseerd op dit boek.

## Het verhaal
Het is een sciencefictionverhaal dat zich afspeelt in het jaar 2023. De autoritaire Choublanc bestuurt het onafhankelijke Parijs middels een naar hemzelf vernoemde fascistische ideologie, die vrouwen tot baarmoeders reduceert en het aanvallen van buurstaten als een normale aangelegenheid beschouwt: "de oorlog voor de man, het moederschap voor de vrouw".
De ijdele gouverneur kampt niet alleen met zijn uiterlijk, de aanstaande verkiezingen en een complot binnen de veiligheidsdienst, maar schijnt vooral druk verwikkeld in geheimzinnige onderhandelingen in het piramidevormige ruimteschip dat boven de stad zweeft.
De bewoners van de piramide, een aantal Egyptische goden, doden hun tijd met het spelen van spelletjes en maken zich zorgen over de verdwijning van een van hen, de eigenzinnige Horus. Van Choublanc willen ze een reusachtige hoeveelheid brandstof en in ruil daarvoor vraagt hij niets minder dan het eeuwige leven, een verzoek dat de goden beschouwen als een “ondenkbare wijziging van de universele orde”.
Deze patstelling wordt doorbroken als boven de Parijse buitenwijken het leger een ruimtecapsule neerschiet met aan boord de diepgevroren pacifist Nikopol. In een eerder tijdperk is hij wegens militaire dienstweigering verbannen en nu heeft hij een zoon van zijn eigen leeftijd, zonder daar overigens weet van te hebben.
Horus wekt Nikopol tot leven en verstopt zich in hem voor zijn mede-goden. Zijn uiteindelijke doel is het plegen van een staatsgreep, zodat hij met de brandstofvoorraden van de stad zijn soortgenoten kan chanteren. Of de anderen deze handelwijze voetstoots zullen accepteren is echter nog maar de vraag.